# Sanpu Xiang
Sanpu Xiang (kinesiska: 三堡乡, 三堡) är en socken i Kina. Den ligger i den autonoma regionen Xinjiang, i den nordvästra delen av landet, omkring 190 kilometer sydost om regionhuvudstaden Ürümqi. Antalet invånare är 15 135. Befolkningen består av 7 494 kvinnor och 7 641 män. Barn under 15 år utgör 24,0 %, vuxna 15-64 år 70 %, och äldre över 65 år 5,0 %.
Genomsnittlig årsnederbörd är 84 millimeter. Den regnigaste månaden är juni, med i genomsnitt 21 mm nederbörd, och den torraste är mars, med 2 mm nederbörd.